# Castelloza
Castelloza o Casteldoza o Castelosa, anche nella forma Na de Casteldoza, o Na della Castelloza o Na de Castel d'Oze, detta anche Donna Castelloza (intorno al 1200 – XIII sec.) è stata una trobairitz alverniate e signora del castel d'Oze, una fortezza costruita sopra un puech dominante le gole dell'Auze a Sénezergues.

## Biografia
La sua vida ci dice che lei sia stata "molto gioviale", "grande erudita" e "molto bella". Castelloza ebbe per amante Arman de Breon (o Brion), membro della casa di Bréon (di rango sociale superiore a quello Castelloza), a cui dedica la sua poesia.
In più di qualche miniatura, si ha un ritratto succinto di lei fatto da Uc de Saint Circ nel XIII secolo :
Secondo la sua vida, il suo matrimonio con Truc o Turc de Mairona, probabilmente il signore di Meyronne, la porta dall'altra parte dell'Alvernia. Gli antenati di Turc parteciparono a una crociata intorno al 1210 o 1220, e lui stesso prese parte alla quarta crociata, cagione del soprannome (ovvero "turco"),
- Nel 1230, Castelloza assiste alla Cour d'amour tenuta al castello di Romain, in Provenza, presieduta da Phanette de Gantelme, signora del luogo, la donna più compita del suo tempo[7].
- Nel 1265, appare alle Fêtes de l'Épervier[8] e alla Cour d'Amour di sua cugina di Polignac, con la baronessa d'Allègre, Béatrix de Mercoeur, insieme ai signori de Beauvoir, de Randon, du Roure, d'Apchier[9].

## Poetica
Il soggetto delle sue poesie è in genere l'amor cortese, di cui ci restano tre o forse quattro odi amorose, ma senza musica. Ciò, tuttavia, fa di lei almeno la seconda trobairitz più prolifica in termini di opere pervenuteci, superata solo da Beatriz de Dia.
Se paragonata a Beatriz de Dia, Castelloza si presenta come una poetessa più conservatrice. Il suo personaggio in tutti i suoi lavori è notevole e, anche se alimenta la tensione tra amore condizionato e incondizionato, lei resta sempre impegnata nella fedeltà assoluta.
Uno studioso, Peter Dronke, vede le canzoni di Castelloza come la formazione di un ciclo lirico.

### Componimenti

#### Cansos
- Ja de chantar non degra aver talan
- Amics, s'ie.us trobes avinen
- Mout avetz faich lonc estatge
- Per joi que d'amor m'avegna (contesa[14])